# 巴伦诺尔
巴伦诺尔是一个位于中国内蒙古自治区锡林郭勒盟西乌珠穆沁旗吉仁高勒镇境内的湖泊，地处吉仁高勒镇政府驻地西北约23.5千米，湖长2.8千米，最大宽1.5千米，平均宽1.3千米，面积3.5平方千米，属于蒙新高原区。它的一级流域为内流区诸河，二级流域为内蒙古内流区。